# 駒ヶ根高原スキー場
駒ヶ根高原スキー場（こまがねこうげんスキーじょう）は、長野県駒ヶ根市にあるスキー場。木曽駒ヶ岳の南東側に位置する。降雪量は少ないが、気温の低さを利用して人工降雪機による人工雪で天候に左右されないゲレンデ整備が可能。
平均斜度15度または18度のファミリー向けゲレンデ。スノーボードは全面滑走可能。
地元のみならず、岐阜県・愛知県・静岡県など近県からもスキー客が訪れる。
設置者は中央アルプス観光株式会社であった。2019年7月、中央アルプス観光株式会社は駒ヶ根高原スキー場を含む3事業を分社化して中央アルプスリゾート株式会社を設立し、伊那スキーリゾートを運営する伊那リゾート(クロスプロジェクトグループの子会社)に売却した。

## コース
- すずらんコース
緩斜面が続く初級者向けコース。平均傾斜15°、最大傾斜24°
- しらかばコース
急斜面と緩斜面のレイアウトが面白いコース。中,上級者向け。平均傾斜18°、最大傾斜32°。
- ソリわくわくランド
ソリ専用のゲレンデ。全長133メートルの動く歩道が設置されている。

## 索道
- ペアリフト2基
第1ペア（すずらんコース）452m
第2ペア（しらかばコース）482m

## 施設
- センターハウス

## アクセス
- 中央自動車道 駒ヶ根ICより2.5km、約4分
無料駐車場- 300台
- JR飯田線 駒ケ根駅より約5km
バスで約20分